# Schreineria tholivertex
Schreineria tholivertex är en stekelart som beskrevs av Gupta 1983. Schreineria tholivertex ingår i släktet Schreineria och familjen brokparasitsteklar. Inga underarter finns listade i Catalogue of Life.